# Sisseton
Sisseton är administrativ huvudort i Roberts County i South Dakota. Enligt 2010 års folkräkning hade Sisseton 2 470 invånare. Sisseton är säte för Sisseton Wahpeton College.